# معاون رئیس‌جمهور کلمبیا
معاون رئیس‌جمهور اولین فرد در لیست جانشینان رئیس‌جمهور است، در صورت ترک سمت، مرگ، استعفاء، یا برکناری رئیس‌جمهور، معاون رئیس‌جمهور، ریاست جمهوری کلمبیا را بر عهده می‌گیرد، این اصل طبق قانون اساسی کلمبیا ۱۹۹۱ است، که یک قرن بعد از منسوخ شدن جایگاه معاون رئیس‌جمهور، در دوران ریاست جمهوری رافائل نونز این سمت دوباره احیاء شد. معاون رئیس‌جمهور نمی‌تواند در صورت غیبت موقت رئیس‌جمهور مانند سفرهای رسمی به خارج یا تعطیلات، وظایف ریاست جمهوری را بر عهده بگیرد. در این موارد، رئیس‌جمهور وظایف خود را به یکی از اعضای کابینه، معمولاً وزیر کشور واگذار می‌کند. فرانسیا مارکز هم‌اکنون معاون رئیس‌جمهور کلمبیا است.

## شایستگی
معاون رئیس‌جمهور باید دارای تابعیت طبیعی کلمبیا و حداقل ۳۰ سال سن باشد. قانون اساسی کلمبیا ۱۹۹۱ معاون رئیس‌جمهور را ملزم می‌کند که شرایط انتخاب شدن به عنوان رئیس‌جمهور را داشته باشد تا در صورت نیاز به جانشین رئیس‌جمهور شود. معاون رئیس‌جمهور می‌تواند بینهایت به عنوان معاون رئیس‌جمهور انتخاب شود و در آن محدودیتی ندارد.

## وظایف کنونی
معاون رئیس‌جمهور، وظایف رئیس‌جمهور کلمبیا را دارد و در صورت غیبت موقت یا کامل جایگزین وی می‌شود. معاون رئیس‌جمهور می‌تواند از طرف رئیس‌جمهور برای ماموریت‌های مختلف فرستاده شود (برای مثال نمایندگی از رئیس‌جمهور در ملاقات‌های دیپلماتیک جهانی) یا می‌تواند از طرف رئیس‌جمهور به یکی از مقام‌ها در قوه مجریه کلمبیا منسوب شود.
هر رئیس‌جمهور می‌تواند در دوره دولت خود وظایف معاون رئیس‌جمهور خود را تعیین کند.

### اختیارات در قانون اساسی
بر اساس فرمان ۲۷۱۹، ۱۷ دسامبر ۲۰۰۰، در قانون اساسی کلمبیا که ساختار بخش اداری ریاست جمهوری را تغییر داد، وظایف معاون رئیس‌جمهور به شرح ذیل است:
1. انجام ماموریت‌هایی که توسط رئیس‌جمهور و براساس قانون اساسی کلمبیا به او داده می‌شود.
2. به رئیس‌جمهور در مورد اجرای سیاست‌های مربوط به حقوق بشر و فساد توصیه کنید.
3. همکاری با دولت کلمبیا در زمینه حقوق بشر و فساد دولتی در پروژه‌های بین‌المللی و ملی.
4. برنامه‌ریزی سازوکارهایی برای هماهنگی بین سطوح مختلف قوه مجریه در در مورد مشکلات کلمبیا در زمینه حقوق بشر و فساد.
5. نمایندگی کلمبیا در سطح بین‌المللی به دستور رئیس‌جمهور.
6. با تعیین رئیس‌جمهور، معاون رئیس‌جمهور، رئیس‌جمهور را در مسائل مختلف حمایت می‌کند و به او مشاوره می‌دهد.
7. دیگر وظایف براساس نیازهای رئیس‌جمهور تعریف می‌شوند.